# Complementaritate (biologie)
Complementaritatea este fenomenul de interacțiune între genele nealele în cadrul căreia două sau mai multe gene nealele cooperează pentru a determina un caracter nou, specific, pe care nici una din ele nu-l poate determina singură.
Complementaritatea poate fi de dominantă, de recesivitate sau de dominanță și recesivitate după cum genele cooperează prin alelele lor dominate, recesive sau dominante și recesive.
Complementaritatea de dominanță apare atunci când genele nealele cooperează prin alelele lor dominante. Pentru exemplificare se consideră modul de moștenire a culorii florilor la Lathyrus odoratus, plantă care are, în general, flori de culoare roșie, dar și varietăți cu flori albe.
Încrucișându-se două varietăți cu flori de culoare albă s-au obținut în F1 plante cu flori de culoare roșie, prin autopolenizarea cărora în F2 au rezultat plante ce segregau în raportul de 9:7 (9/16 plante cu flori roșii; 7/16 plante cu flori albe).
Raportul de segregare obținut 9:7 sugerează un raport de segregare hibrid alterat, deoarece suma proporțiilor diferitelor clase fenotipice (9 + 7) este 16, cifră ce corespunde numărului de combinații genetice în cadrul dihibridării.
|     | Flori albe |                  | Flori albe |                  |
|     | AAbb       |                  | aaBB       |                  |
| F1: |            | AaBb             |            |                  |
|     |            | Flori rosii      |            |                  |
|     | Genotip    | Raport genotipic | Fenotip    | Raport fenotipic |
| F2: | A-B-       | 9/16             | rosu       |                  |
|     | A-bb       | 3/16             |            |                  |
|     | aaB-       | 3/16             | alb        | 9:7              |
|     | aabb       | 1/16             |            |                  |